# Comité d'étude et de classification des matériaux et éléments de construction par rapport au danger d'incendie
Le Comité d'étude et de classification des matériaux et éléments de construction par rapport au danger d'incendie, plus connu sous son abréviation de CECMI, est une ancienne instance consultative du Ministère de l'Intérieur français. Instituée en 1949 avec pour objectif d'établir le classement des matériaux de construction vis-à-vis de leur comportement au feu, il disparaît le 24 juin 2014 après l'annonce de son non-renouvellement par la Direction générale de la sécurité civile et de la gestion des crises.